# Mandarintrast
Mandarintrast (Turdus mandarinus) är en vanlig asiatisk fågel i familjen trastar inom ordningen tättingar. Fram tills nyligen behandlades den som underart till koltrasten, men studier visar att de inte är nära släkt.

## Utseende och läte
Mandarintrast är en stor (28-29 cm), helmörk trast. Den sotsvarta dräkten i kombinationen med den gula näbben är den mycket lik den europeiska och västasiatiska koltrasten som den tidigare ansågs vara en del av. Den har dock djupare näbb, hanen är något blekare och honan något mörkare med mycket bredare streck på strupen. Även sången skiljer sig, med mycket fler toner i varje fras och avsaknad av det högfrekventa slutet.

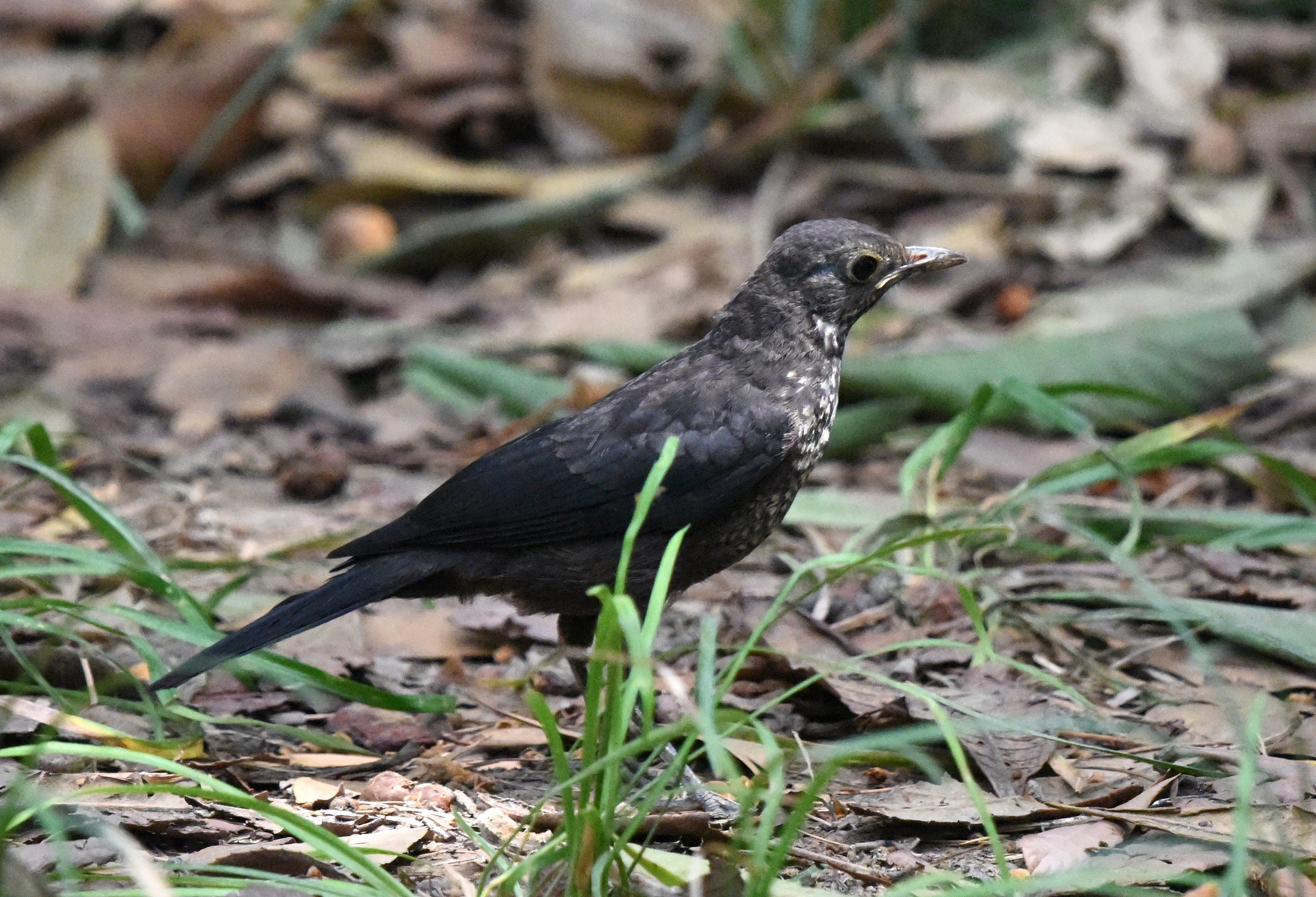
Hona mandarintrast.

## Utbredning och systematik
Mandarintrasten är endemisk för Kina och delas upp i två underarter med följande utbredning:
- Turdus mandarinus sowerbyi – östcentrala Kina i centrala Sichuan; möjligen stannfågel
- Turdus mandarinus mandarinus – häckar i östra Kina från södra Gansu och södra Shaanxi söderut genom östra Sichuan till västra Yunnan och österut till Hebei och Guangong; delvis flyttfågel som övervintrar så långt söderut som Hainan och norra Indokina

Tillfälligt har den påträffats i en lång rad asiatiska länder som Bhutan, Kambodja, Indien, Japan, Sydkorea, Myanmar, Nepal, Sri Lanka, Taiwan och Thailand.
Tidigare betraktades den som en del av koltrasten (T. merula). Den urskiljs dock numera som egen art efter genetiska studier som visar att de trots likartat utseende inte alls är nära släkt. Den uppvisar även tydliga skillnader i utseende och läten

## Levnadssätt
Mandarintrast förekommer i alla sorters öppna skogslandskap, framför allt lövskog, men också parker, trädgårdar och planteringar. Den livnär sig av ryggradslösa djur, framför allt daggmaskar samt insekter och deras larver, men även frön, bär och frukt. Fågeln häckar mars-juli och lägger upp till två eller tre kullar per häckningssäsong. Arten är delvis flyttfågel.

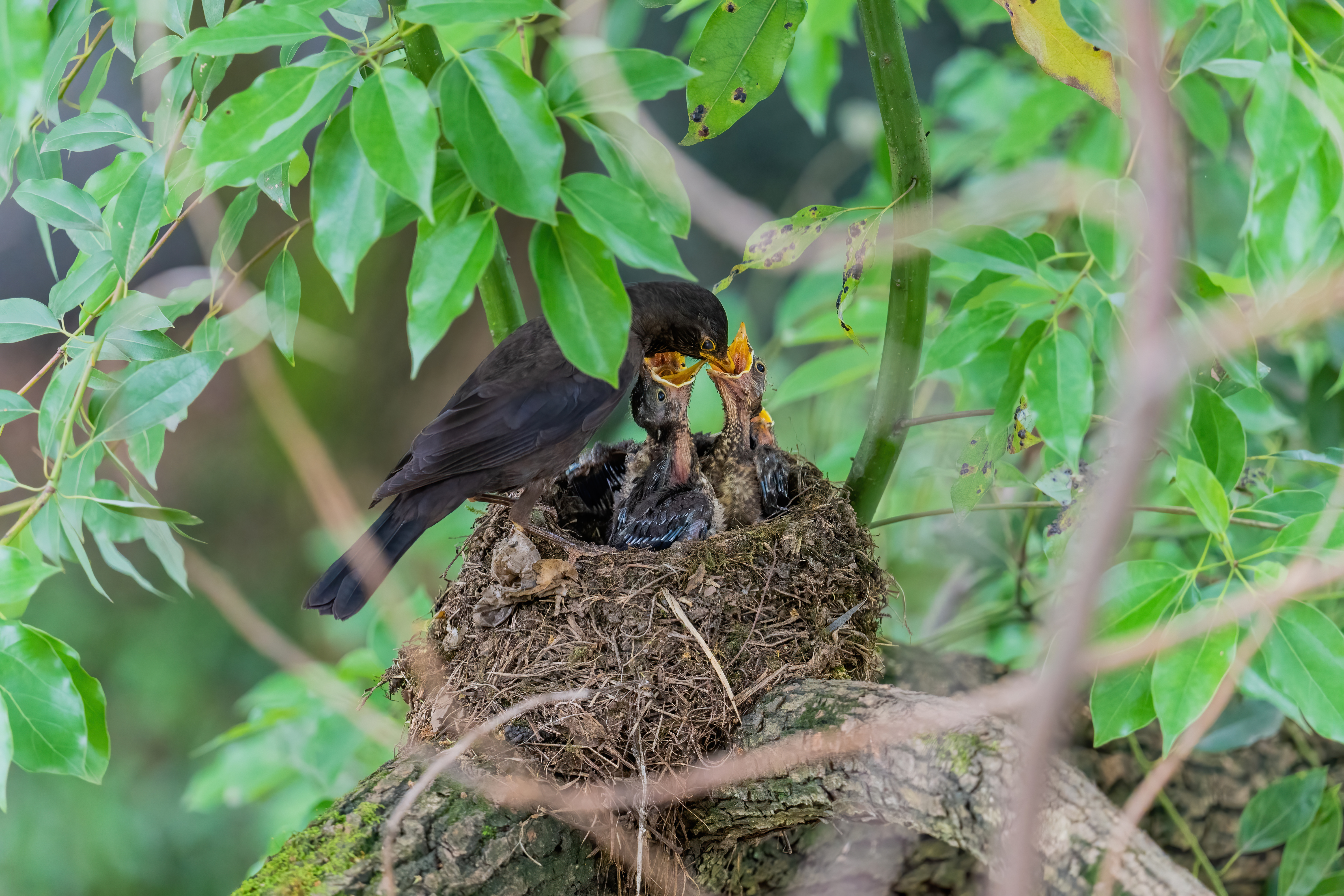

## Status och hot
Arten har ett stort utbredningsområde och tros öka i antal. Utifrån dessa kriterier kategoriserar IUCN arten som livskraftig (LC).